# 1526 en arts plastiques
| Années des arts plastiques : 1523 - 1524 - 1525 - 1526 - 1527 - 1528 - 1529    |
| Décennies des arts plastiques : 1490 - 1500 - 1510 - 1520 - 1530 - 1540 - 1550 |

Cette page concerne l'année 1526 en arts plastiques.

## Œuvres

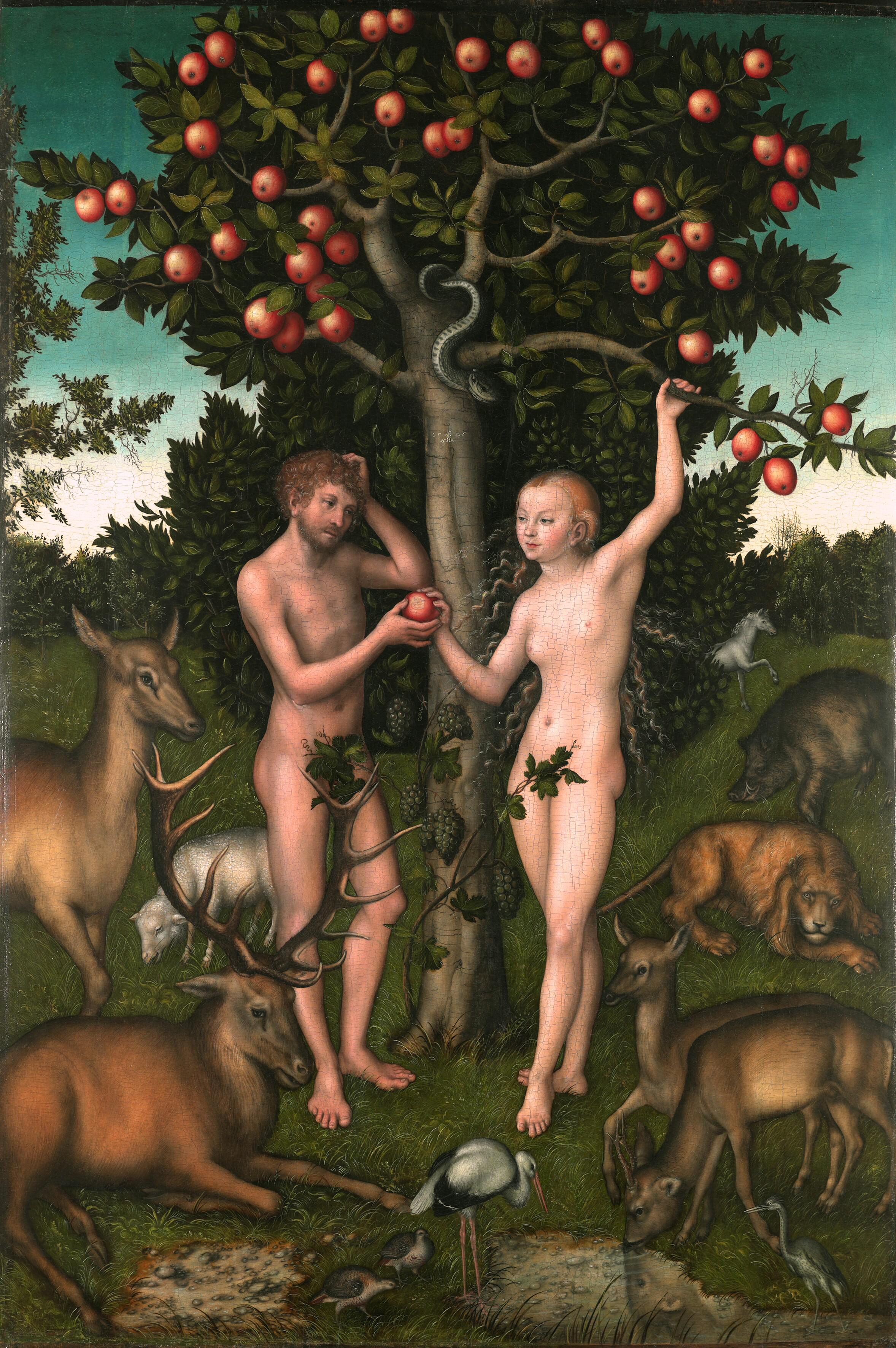
Adam et Eve, de Lucas Cranach l'Ancien.

- Les Quatre Apôtres, deux tableaux d'Albrecht Dürer.
- Portrait de Hieronymus Holzschuher, tableau d'Albrecht Dürer.
- 1525-1530 : Tête du Christ, huile sur panneau du Corrège.

## Naissances
- ? :
  - Nicolaus van Aelst, graveur et éditeur flamand († 19 juillet 1613),
  - Juan Fernández Navarrette, peintre espagnol († 28 mars 1579),
  - Giovanni Battista Zelotti, peintre maniériste italien de l'école véronaise († 28 août 1578),
- 1526 ou 1527 :
- Melchior Lorck, peintre et graveur d'origine dano-germanique († après 1583).

## Décès
- Avant le 26 juin : Vittore Carpaccio, peintre italien (° 1460),
- Giovanni Francesco Bembo, peintre italien (° ?),
- Liberale da Verona, peintre et enlumineur italien (° 1441),
- Bernardo di Stefano Rosselli, peintre italien (° 1450),
- Jacopo Torni, peintre florentin (° 1476),
- Vers 1526 :
  - Francesco Melanzio, peintre italien de l'école ombrienne (° vers 1465),
  - Luca Monverde, peintre italien (° vers 1500),
- 1526 ou 1527 :
- Wen Zhengming, calligraphe, peintre et poète chinois (° 1460 ou 1461).